# اندازه‌گیری میدان جریان متناوب
اندازه‌گیری میدان جریان متناوب یک شیوه الکترومغناطیسی جهت تشخیص و اندازه‌گیری آزمون غیر مخرب ناپیوستگی‌های شکستگی سطح است. این تکنیک از روش های مورد استفاده در آزمایش جریان گردابی بهره برده است و بر روی تمام فلزات، آهنی غیر آهنی  کار می کند. از آنجایی که نیازی به تماس مستقیم الکتریکی با سطح ندارد، می‌تواند با وجود پوشش‌های نازک مانند رنگ، کار کند. 